# Ashafar
Zakaria Abouazzaoui (Blaricum, 26 januari 1999), beter bekend onder zijn artiestennaam Ashafar, is een Nederlands rapper. Hij is onder andere bekend van de nummer één hits Nooit thuis, Scooter en Amsterdam.

## Carrière
Sinds 2016 brengt Abouazzaoi nummers uit onder zijn artiestennaam Ashafar. Zijn eerste hitnotering behaalde hij met het nummer Streets die hij in november 2018 in samenwerking met Josylvio, Moeman, Hef, Adje, JoeyAK en LaFunky uitbracht, deze behaalde de 28e plek in de Nederlandse Single Top 100. In de jaren die volgden bracht Ashafar meerdere nummers uit en werkte samen met artiesten zoals Josylvio, 3robi en Qlas & Blacka.
In oktober 2017 bracht Ashafar zijn debuutalbum uit onder de naam Aanslag, deze behaalde de twaalfde plek in de Nederlandse Album Top 100.